# پوئولینا پاشک
پوئولینا پاشک (لهستانی: Paulina Paszek؛ زادهٔ ۲۶ اکتبر ۱۹۹۷) قایقران کایاک اهل لهستان-آلمان است.
وی در مسابقات کشوری و بین‌المللی در مجموع برندهٔ ۱ مدال طلا، ۴ مدال نقره، ۵ مدال برنز شده است.